# Xavier Barachet

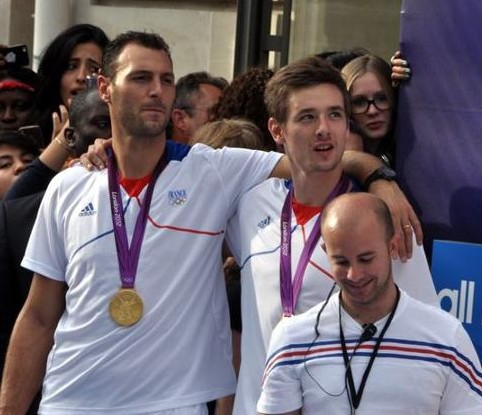
Xavier Barachet (till höger) med Jérôme Fernandez efter OS-guldet 2012.

Xavier Barachet, född 19 november 1988 i Nice, är en fransk handbollsspelare. Han är vänsterhänt och spelar i anfall som högernia. Han har spelat över 80 landskamper för Frankrikes landslag och vunnit bland annat EM-guld 2010, VM-guld 2011 och OS-guld 2012.

## Klubbar
- Cavigal Nice Sports HB (1997–2006)
- Chambéry Savoie HB (2006–2012)
- BM Atlético de Madrid (2012–2014)
- Paris Saint-Germain HB (2014–2017)
  -  → Saint-Raphaël Var HB (lån, 2012–2013)
- Saint-Raphaël Var HB (2017–)